# Sant Feliu de Codines
Sant Feliu de Codines är en kommun i Spanien.   Den ligger i provinsen Província de Barcelona och regionen Katalonien, i den östra delen av landet, 500 km öster om huvudstaden Madrid. Antalet invånare är 6 105. Arean är 15,0 kvadratkilometer. Sant Feliu de Codines gränsar till Sant Quirze Safaja, Bigues i Riells, Caldes de Montbui och Gallifa. 
Terrängen i Sant Feliu de Codines är kuperad söderut, men norrut är den platt.